# 뉴질랜드 왕국
뉴질랜드 왕국(영어: Realm of New Zealand)은 뉴질랜드의 여왕을 국가 원수로 하는 전 지역을 말한다. 뉴질랜드와 니우에, 쿡 제도, 토켈라우 및 남극의 로스 속령으로 이루어져 있으며, 1983년에 뉴질랜드 총독 사무실의 특허령으로 제정되었다.

## 총독
뉴질랜드의 총독은 왕국 내에서 국가 원수인 찰스 3세를 대표한다. 총독은 실질적으로 국가 원수의 권한을 대행한다.

## 왕국의 국가

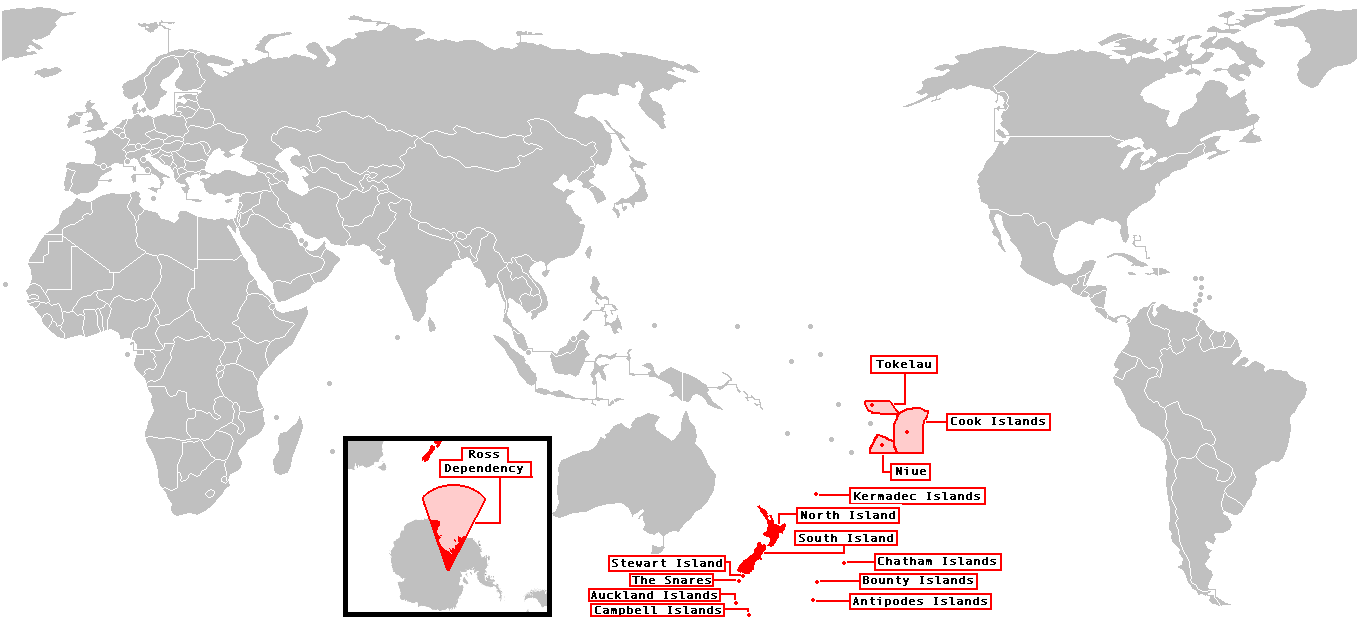
뉴질랜드 왕국의 지도

### 뉴질랜드
뉴질랜드는 다음 섬들로 이루어져 있다.
- 남섬과 북섬 및 인근 해안의 작은 섬. 16개 지방으로 이루어져 있다.
- 동쪽의 채텀 제도.
- 북쪽의 케르메데크 제도와 남쪽의 아남극 제도. 소수의 연구자와 관리자만이 살고 있다.

### 니우에와 쿡 제도
니우에와 쿡 제도는 뉴질랜드와 "자유연합"을 맺은 자치국이다. 뉴질랜드 의회는 이들 나라에 법률을 제정할 권한이 없다. 따라서 외교와 국방은 뉴질랜드가 대신하지만, 이들 나라의 승인을 필요로 한다.
총독은 뉴질랜드에 주재하고 있으므로, 쿡 제도의 헌법에서는 별도의 여왕의 대리인을 정하고 있다. 여왕의 대리인은 총독과는 별도로 현지에서 여왕을 대표한다. 이를 통해 쿡 제도는 사실상 내정과 외교를 독립적으로 수행한다.
1974년에 제정된 니우에의 헌법에 따라 뉴질랜드의 총독은 니우에에서 여왕을 대표한다. 뉴질랜드의 고등판무관은 니우에와 쿡 제도에서 뉴질랜드의 외교 대표를 맡는다.
뉴질랜드와의 긴밀한 관계를 갖고 있지만, 니우에와 쿡 제도는 일정한 외교 관계를 수행하기도 한다. 두 나라는 뉴질랜드에 고등판무관 사무소를 주재시키고, 자국의 수도에도 뉴질랜드의 고등판무관 사무소를 주재시킨다. 영국 연방의 관례상 고등판무관은 국가 원수가 아닌 정부를 대표한다.

### 토켈라우
토켈라우는 니우에와 쿡 제도보다 낮은 수준의 독립을 유지하고 있으며, 자유연합을 지향하고 있다. 토켈라우에서 뉴질랜드의 대표자는 토켈라우 행정관으로, 토켈라우 의회의 결정을 뒤집을 권한이 주어진다. 토켈라우 주민은 뉴질랜드와 국제 연합의 제안에 따라 실시한 2006년과 2007년의 주민 투표에서 니우에나 쿡 제도와 동등한 권한을 갖는 통치 체계를 갖는 것을 거부한 바 있다.

### 로스 속령
로스 속령은 헌법상 뉴질랜드의 영토이다. 뉴질랜드의 총독은 로스 속령의 지사를 겸하고 있다. 로스 속령에는 미국이 운영하는 맥머도 기지가 있으며, 미국은 남극 조약에 따라 뉴질랜드의 영유권을 인정하고 있지 않다. 이에 따라서, 로스 속령에 대한 영유권 적용은 미뤄지고 있다.

### 개요
| 지역      | 여왕의 대리인             | 정부 수반                        | 입법부        | 수도                               | 인구                                                      | 면적        |
| --------- | ------------------------- | -------------------------------- | ------------- | ---------------------------------- | --------------------------------------------------------- | ----------- |
| 뉴질랜드  | 총독                      | 총리                             | 하원          | 웰링턴                             | 4,414,400명                                               | 268,680 km2 |
| 니우에    | 여왕 대리 (뉴질랜드 총독) | 총리                             | 니우에 의회   | 알로피                             | 2,145명                                                   | 260 km2     |
| 쿡 제도   | 여왕 대리                 | 총리                             | 쿡 제도 의회  | 아바루아                           | 21,388명                                                  | 236 km2     |
| 토켈라우  | 행정관                    | Ulu-o-Tokelau (정부 위원회 대표) | 토켈라우 의회 | 없음(비공식 수도는 아타푸 섬이다.) | 1,405명                                                   | 10 km2      |
| 로스 속령 | 지사                      | Chief Executive                  | 없음          | 스콧 기지                          | 스콧 기지: 10–80명; 맥머도 기지: 200–1000명 (계절에 따라) | 450,000 km2 |

## 왕국의 미래
뉴질랜드에서는 공화제에 대한 지지가 일부 존재한다. 뉴질랜드가 공화국이 된다면, 로스 속령과 토켈라우는 뉴질랜드의 속령으로 유지되며, 뉴질랜드 왕국은 뉴질랜드와 토켈라우, 로스 속령을 제외하고 존속될 것이다. 이는 뉴질랜드가 공화국이 되는 것에 대한 법적 장애가 되지는 않을 것이며, 뉴질랜드가 영국 연방 왕국처럼 국가 원수를 쿡 제도와 니우에와 공통으로 한다면, 쿡 제도와 니우에는 뉴질랜드와의 자유연합을 유지할 수 있다. 하지만 뉴질랜드 공화국이 성립된다면, 쿡 제도와 니우에의 독립 문제가 불거질 수 있다. 뉴질랜드가 공화국이 될 경우, 뉴질랜드 왕국의 미래는 여러 대안이 존재한다.
- 쿡 제도와 니우에가 뉴질랜드와의 자유연합을 유지하며, 두 나라는 영국 여왕을 국가 원수로 유지한다.
- 쿡 제도와 니우에가 새로운 공화국의 국가 원수를 가지며, 독립국이 된다.
- 쿡 제도와 니우에가 독자적인 국가 원수를 가지며, 뉴질랜드와의 자유연합 지위는 유지한다.[7]

## 같이 보기
- 뉴질랜드 자치령
- 사모아의 역사
- 나우루의 역사
- 뉴질랜드의 군주
- 핏케언 제도